# Alfred Commey
Alfred Cromwell Commey (Reggio Emilia, 19 de octubre de 2001) es un deportista italiano que compite en boxeo. Ganó una medalla de plata en el Campeonato Europeo de Boxeo Aficionado de 2022, en el peso semipesado.

## Palmarés internacional
| Campeonato Europeo | Campeonato Europeo | Campeonato Europeo | Campeonato Europeo |
| Año                | Lugar              | Medalla            | Categoría          |
| ------------------ | ------------------ | ------------------ | ------------------ |
| 2022               | Ereván (Armenia)   | Medalla de plata   | 80 kg              |